# GNMT
GNMT (англ. Glycine N-methyltransferase) – білок, який кодується однойменним геном, розташованим у людей на короткому плечі 6-ї хромосоми. Довжина поліпептидного ланцюга білка становить 295 амінокислот, а молекулярна маса — 32 742.
| 10         |  | 20         |  | 30         |  | 40         |  | 50         |
| ---------- |  | ---------- |  | ---------- |  | ---------- |  | ---------- |
| MVDSVYRTRS |  | LGVAAEGLPD |  | QYADGEAARV |  | WQLYIGDTRS |  | RTAEYKAWLL |
| GLLRQHGCQR |  | VLDVACGTGV |  | DSIMLVEEGF |  | SVTSVDASDK |  | MLKYALKERW |
| NRRHEPAFDK |  | WVIEEANWMT |  | LDKDVPQSAE |  | GGFDAVICLG |  | NSFAHLPDCK |
| GDQSEHRLAL |  | KNIASMVRAG |  | GLLVIDHRNY |  | DHILSTGCAP |  | PGKNIYYKSD |
| LTKDVTTSVL |  | IVNNKAHMVT |  | LDYTVQVPGA |  | GQDGSPGLSK |  | FRLSYYPHCL |
| ASFTELLQAA |  | FGGKCQHSVL |  | GDFKPYKPGQ |  | TYIPCYFIHV |  | LKRTD      |

A: Аланін

C: Цистеїн

D: Аспарагінова кислота

E: Глутамінова кислота

F: Фенілаланін

G: Гліцин

H: Гістидин

I: Ізолейцин

K: Лізин

L: Лейцин

M: Метіонін

N: Аспарагін

P: Пролін

Q: Глутамін

R: Аргінін

S: Серин

T: Треонін

V: Валін

W: Триптофан

Кодований геном білок за функціями належить до трансфераз, метилтрансфераз, фосфопротеїнів. 
Задіяний у такому біологічному процесі, як ацетилювання. 
Білок має сайт для зв'язування з S-аденозил-L-метіоніном. 
Локалізований у цитоплазмі.